# Верхнеталицкое (сельское поселение)
Верхнеталицкое — упразднённое муниципальное образование со статусом сельского поселения в Воткинском районе Удмуртии Российской Федерации.
Административный центр — деревня Верхняя Талица.
25 июня 2021 года упразднено в связи с преобразованием муниципального района в муниципальный округ.

## Население
| 2010  | 2012  | 2013  | 2014  | 2015  | 2016  | 2017  |
| ----- | ----- | ----- | ----- | ----- | ----- | ----- |
| 1322  | ↗1337 | ↘1333 | ↗1342 | ↘1311 | ↘1287 | ↘1252 |
| 2018  | 2019  | 2020  |       |       |       |       |
| ↘1251 | ↘1228 | ↘1218 |       |       |       |       |

## Населённые пункты
- деревня Верхняя Талица,
- деревня Вязовая,
- починок Нижневоткинский лесоучасток,
- деревня Черновский лесоучасток.